# Ethiopië op de Olympische Zomerspelen 1992
Ethiopië nam deel aan de Olympische Zomerspelen 1992 in Barcelona, Spanje. Het Oost-Afrikaanse land ontbrak bij de twee voorgaande edities (Los Angeles en Seoul).

## Medailleoverzicht
| Sport    | Olympiër     | Discipline | Medaille |
| -------- | ------------ | ---------- | -------- |
| Atletiek | Derartu Tulu | 10000m (v) | Goud     |
| Atletiek | Fita Bayissa | 5000m (m)  | Brons    |
| Atletiek | Addis Abebe  | 10000m (m) | Brons    |

## Deelnemers en resultaten per onderdeel

### Atletiek
| Olympiër           | Discipline            | Resultaat | Prestatie                                          |
| ------------------ | --------------------- | --------- | -------------------------------------------------- |
| Mitiku Megersa     | 1500m (m)             | 29e       | serie 2: 8ste in 3.41,54                           |
| Hailu Zewde        | 1500m (m)             | 36e       | serie 4: 9de in 3.47,79                            |
| Addis Abebe        | 5000m (m)             | 6e        | serie 2: 1ste in 13.32,93 finale: 6de in 13.23,52  |
| Fita Bayissa       | 5000m (m)             | Brons     | serie 1: 2de in 13.31,24 finale: 3de in 13.13,03   |
| Worku Bikila       | 5000m (m)             | 20e       | serie 4: 6de in 13.40,76                           |
| Addis Abebe        | 10000m (m)            | Brons     | serie 1: 4de in 28.15,76 finale: 3de in 28.00,07   |
| Fita Bayissa       | 10000m (m)            | 9e        | serie 2: 1ste in 28.23,55 finale: 9de in 28.27,68  |
| Zerihun Gizaw      | marathon (m)          | 61e       | 2:28.25                                            |
| Abebe Mekonnen     | marathon (m)          | DNF       | niet gefinisht                                     |
| Tena Negere        | marathon (m)          | 23e       | 2:17.07                                            |
| Shemisu Hassan     | 20km snelwandelen (m) | 25e       | 1:32.39                                            |
|                    |                       |           |                                                    |
| Zewdie Hailemariam | 800m (v)              | 29e       | serie 4: 6de in 2.03,85                            |
| Gete Urge          | 1500m (v)             | 17e       | serie 3: 11de in 4.18,09                           |
| Tigist Moreda      | 10000m (v)            | 18e       | serie 1: 8ste in 32.14,42 finale: 18de in 34.05,56 |
| Derartu Tulu       | 10000m (v)            | Goud      | serie 2: 1ste in 31.55,67 finale: 1ste in 31.06,02 |
| Luchia Yishak      | 10000m (v)            | 35e       | serie 2: 21ste in 34.12,16                         |
| Addis Gezahegn     | marathon (v)          | 30e       | 2:58.27                                            |

### Wielersport
| Olympiër                                               | Discipline         | Resultaat | Prestatie      |
| ------------------------------------------------------ | ------------------ | --------- | -------------- |
| Biruk Abebe                                            | wegwedstrijd (m)   | DNF       | niet gefinisht |
| Asmelash Geyesus                                       | wegwedstrijd (m)   | DNF       | niet gefinisht |
| Tekle Hailemikael                                      | wegwedstrijd (m)   | DNF       | niet gefinisht |
| Biruk Abebe Hailu Fana Asmelash Geyesus Daniel Tesfaye | ploegentijdrit (m) | 28e       | 2:45.43        |

Albanië · Algerije · Amerikaanse Maagdeneilanden · Amerikaans-Samoa · Andorra · Angola · Antigua en Barbuda · Argentinië · Aruba · Australië · Bahama's · Bahrein · Bangladesh · Barbados · België · Belize · Benin · Bermuda · Bhutan · Bolivia · Bosnië en Herzegovina · Botswana · Brazilië · Britse Maagdeneilanden · Bulgarije · Burkina Faso · Canada · Centraal-Afrikaanse Republiek · Chili · China · Chinees Taipei · Colombia · Congo-Brazzaville · Cookeilanden · Costa Rica · Cuba · Cyprus · Denemarken · Djibouti · Dominicaanse Republiek · Duitsland · Ecuador · Egypte · El Salvador · Equatoriaal-Guinea · Estland · Ethiopië · Fiji · Filipijnen · Finland · Frankrijk · Gabon · Gambia · Gezamenlijk team · Ghana · Grenada · Griekenland · Groot-Brittannië · Guam · Guatemala · Guinee · Guyana · Haïti · Honduras · Hongarije · Hongkong · Ierland · IJsland · India · Indonesië · Irak · Iran · Israël · Italië · Ivoorkust · Jamaica · Japan · Jemen · Jordanië · Kaaimaneilanden · Kameroen · Kenia · Koeweit · Kroatië · Laos · Lesotho · Letland · Libanon · Libië · Liechtenstein · Litouwen · Luxemburg · Madagaskar · Malawi · Malediven · Maleisië · Mali · Malta · Marokko · Mauritanië · Mauritius · Mexico · Monaco · Mongolië · Mozambique · Myanmar · Namibië · Nederland · Nederlandse Antillen · Nepal · Nicaragua · Nieuw-Zeeland · Niger · Nigeria · Noord-Korea · Noorwegen · Oeganda · Oman · Oostenrijk · Pakistan · Panama · Papoea-Nieuw-Guinea · Paraguay · Peru · Polen · Portugal · Puerto Rico · Qatar · Roemenië · Rwanda · Saint Vincent‑Grenadines · Salomonseilanden · Samoa · San Marino · Saoedi-Arabië · Senegal · Seychellen · Sierra Leone · Singapore · Slovenië · Soedan · Spanje · Sri Lanka · Suriname · Swaziland · Syrië · Tanzania · Thailand · Togo · Tonga · Trinidad en Tobago · Tsjaad · Tsjecho-Slowakije · Tunesië · Turkije · Uruguay · Vanuatu · Venezuela · Verenigde Arabische Emiraten · Verenigde Staten · Vietnam · Zaïre · Zambia · Zimbabwe · Zuid-Afrika · Zuid-Korea · Zweden · Zwitserland · Onafhankelijke olympische deelnemers